# Contea di Clarke (Virginia)
La contea di Clarke (in inglese Clarke County) è una contea dello Stato USA della Virginia. Il nome le è stato dato in onore al generale George Rogers Clarke della guerra d'indipendenza americana. Al censimento del 2000 la popolazione era di 12 652 abitanti. Il capoluogo della contea è Berryville.

## Geografia fisica
L'U.S. Center Bureau certifica che l'estensione della contea è di 462 km², di cui 458 km² composti da terra e i rimanenti 4 km² composti di acqua.

## Storia
La Contea di Clarke venne istituita nel 1836 da parte della contea di Frederick.

## Maggiori città
- Berryville
- Boyce